# Christophe Miossec
Christophe Miossec (Brest, 24 de diciembre de 1964) es un actor, compositor, intérprete y poeta francés. Es unos de los artistas que participó en la creación de la Nouvelle Chanson francesa.

## Biografía
Nacido de padre bombero y madre que trabajaba en la marina francesa. Trabajo en varios campos del periodismo, la publicidad y en TF1 antes de dedicarse a la música a mediados de la década de 1990. No era un novato en el ámbito de la escena del rock ya que en la década de 1980 perteneció a un grupo de rock de su ciudad natal llamado "Printemps Noir", en el cual era guitarrista. El grupo originario de Brest Goûts de luxe tuvo por título de uno de sus temas, Les Yeux De Laura, el título de Printemps Noir escrito por el batería, Jean-Claude Herry. Su encuentro en 1994 con los guitarristas Guillaume Jouan y Bruno Leroux (miembro de Locataires, otro grupo local) será determinante.
Moissec trabajó en Bruselas cerca de la discográfica PIAS que publicó todos sus álbumes desde 1995. Se mudó de nuevo al Finisterre francés en 2007. 

## Álbumes
- 1995 : Boire
- 1997 : Baiser
- 1998 : À prendre
- 2001 : Brûle
- 2004 : 1964
- 2006 : L'Étreinte
- 2009 : Finistériens
- 2011 : Chansons ordinaires
- 2014 : Ici-bas, ici-même
- 2016 : Mammifères
- 2018 : Les Rescapés